# Russell A. Alger
Russell Alexander Alger (Condado de Medina, Ohio, 27 de fevereiro de 1836 — Washington, D.C., 24 de janeiro de 1907) foi o 20.º Governador e Senador do estado do Michigan e também Secretário da Guerra dos Estados Unidos durante a administração presidencial de William McKinley. Foi supostamente um parente distante de Horatio Alger, Jr., embora Russell Alger tivesse sua própria vida de sucessos, tornando-se um financista, dono de ferrovia, de madeireiras e funcionário do governo em vários altos cargos.

## Juventude e carreira
Alger nasceu em Lafayette Township, no Condado de Medina, Ohio. Seus pais eram Russell e Caroline (Moulton) Alger. Ficou órfão aos 13 anos de idade e trabalhou em uma fazenda para poder se sustentar e a seus dois irmãos mais novos. Frequentou a Academia de Richfield no condado de Summit, Ohio, e ensinou em uma escola rural por dois invernos. Estudou Direito em Akron, e se formou advogado em março de 1859. Começou seu trabalho em Cleveland e mudou-se para Grand Rapids, Michigan, em 1860, onde se envolveu com o ramo madeireiro.
Em 2 de abril de 1861, casou-se com Annette H. Henry, de Grand Rapids. Tiveram seis filhos; Fay, Caroline, Frances, Russell Jr., Fred e Allan.
Alger era descendente de uma família proeminente, muitos dos quais se envolveram com a política do século XX no Michigan e eram filiados do Partido Republicano.
Seu filho, Russell A. Alger Jr., foi fundamental em persuadir a Packard Motor Car Company a se transferir de Ohio para Michigan; construiu também em Grosse Pointe, um edifício palaciano em estilo renascentista italiano, "The Moorings", que foi doado em 1949 e tornou-se o Grosse Pointe War Memorial, para homenagear os veteranos da Segunda Guerra Mundial.
Russell A. Alger tinha uma casa em Alcona Township, que manteve enquanto supervisionava suas operações madeireiras.

## Guerra de Secessão
Alger se alistou como soldado raso na Guerra de Secessão em 1861. Foi designado e serviu como capitão e major no 2º Regimento de Cavalaria de Voluntários do Michigan. Na batalha de Boonesville, em 11 de julho de 1862, Alger foi enviado pelo coronel Philip Sheridan para atacar a retaguarda do inimigo com noventa homens escolhidos. As forças confederadas foram derrotadas, e apesar de Alger ter sido ferido e feito prisioneiro, fugiu no mesmo dia. Em 16 de outubro, foi promovido a tenente-coronel do 6º Regimento de Cavalaria de Voluntários do Michigan.
Em 28 de fevereiro de 1863, foi promovido a coronel do 5º Regimento de Cavalaria de Voluntários do Michigan. Seus comandados foram os primeiros a entrarem em Gettysburg, na Pensilvânia, em 28 de junho, e recebeu uma menção especial no relatório do general George Armstrong Custer sobre as operações de cavalaria naquele local. Alger foi considerado um estrategista militar e ficou com o presidente Lincoln no campo de batalha fiscalizando os suprimentos da União. Ao perseguir o inimigo em 8 de julho, foi gravemente ferido em Boonesborough, Maryland. Participou das Campanhas do Vale de 1864, sob o comando do general Sheridan, na Virgínia. Em 11 de junho de 1864, em Trevilian Station, Alger capturou uma grande força de confederados com um brilhante ataque de cavalaria. Alger deixou o exército em 20 de setembro de 1864. Em 13 de janeiro de 1866, o presidente Andrew Johnson nomeou Alger para receber a patente de brigadeiro-general dos voluntários a partir de 11 junho de 1865 e o Senado dos Estados Unidos confirmou o prêmio em 12 de março de 1866. Em 28 de fevereiro de 1867, o presidente Johnson nomeou Alger para receber a patente de general dos voluntários a partir de 11 de junho de 1865 e o Senado dos Estados Unidos confirmou a sentença em 2 de março de 1867.
Em três anos, Alger atuou em 66 diferentes batalhas e escaramuças. Em 1868, foi eleito o primeiro comandante do departamento do Michigan do Grande Exército da República, e em 1889 tornou-se seu Comandante-em-chefe nacional no Vigésimo Terceiro Acampamento Nacional, em Milwaukee, Wisconsin.

## Indústria madeireira
Após a Guerra de Secessão, Alger estabeleceu-se em Detroit, Michigan, como diretor da Companhia Alger & Smith e da Companhia Madeireira Manistique. Sua grande floresta de pinheiros no lago Huron, em uma área de mais de 260 km², produzia anualmente mais de 180 000 m3 de madeira.
Na virada do século XX (após ter servido como Secretário da Guerra), Alger e o latifundiário da Flórida Martin Sullivan fundaram a Companhia Madeireira Alger-Sullivan, que moía madeira em Century, Flórida.

## Política

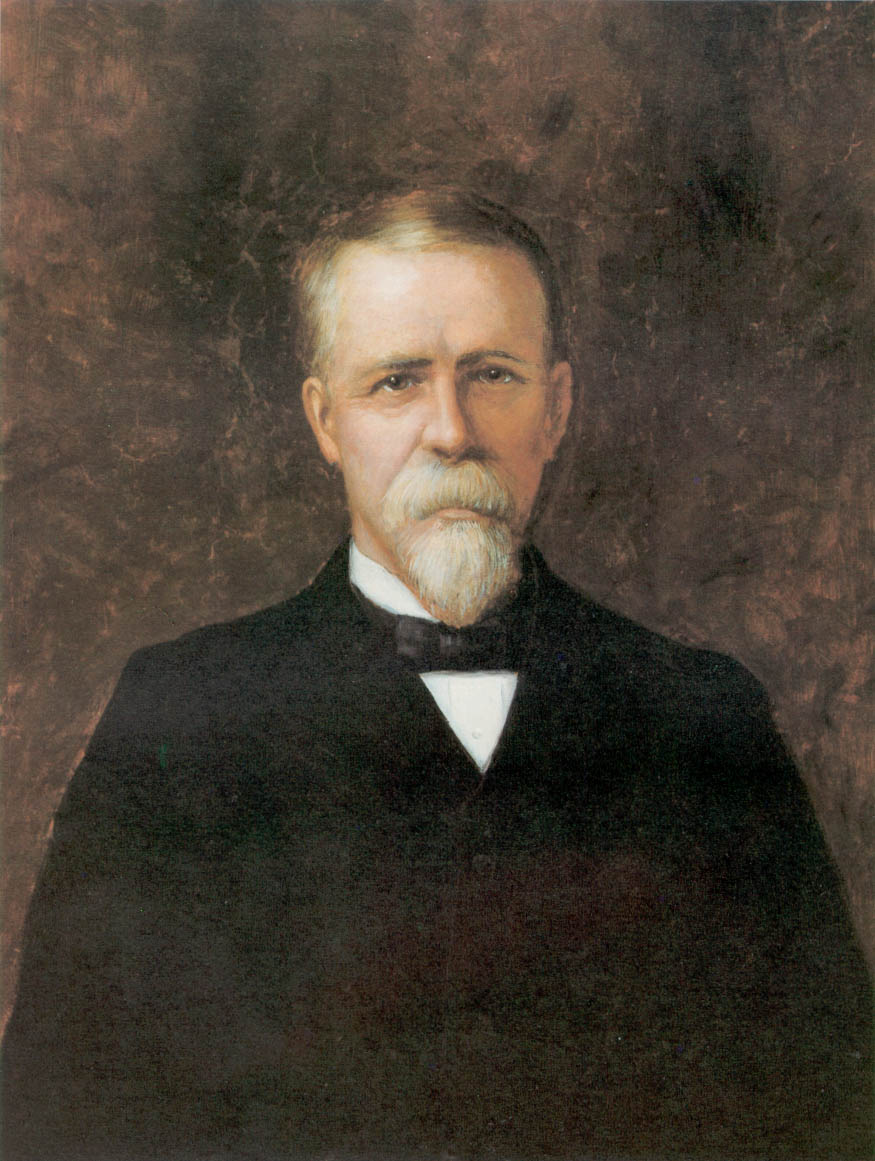
Russell A. Alger em 1900, por Percy Ives

Em 1884, Alger foi eleito governador do Michigan, servindo de 1 de janeiro de 1885, até 1 de janeiro de 1887. Recusou-se a concorrer à reeleição em 1886 e foi um eleitor presidencial pelos republicanos em 1888. Em 1888, foi eleito primeiro comandante do Departamento do Michigan do Grande Exército da República e o 18º comandante-em-chefe do Grande Exército, em 1889.
Alger foi nomeado Secretário da Guerra no Gabinete do presidente William McKinley em 5 de março de 1897. Como secretário, recomendou aumentos salariais para os militares servindo nas embaixadas e legações estrangeiras. Recomendou a legislação para autorizar um Segundo Secretário-assistente da Guerra e recomendou uma força policial para Cuba, Porto Rico, e Filipinas. Foi criticado pela preparação inadequada e operação ineficiente do departamento durante a Guerra Hispano-Americana, especialmente por sua nomeação de William Rufus Shafter como chefa da expedição cubana. "Algerismo" tornou-se um epíteto para descrever a alegada incompetência do exército, especialmente em comparação com o desempenho exemplar da Marinha. Alger renunciou ao posto por solicitação do presidente McKinley em 1 de agosto de 1899, embora talvez tivesse a última palavra sobre suas críticos com a publicação de The Spanish-American War em 1901.
Um aspecto interessante da carreira de Alger, durante a administração de McKinley, foi sua vingança pessoal contra ex-confederados partidários do  coronel John Singleton Mosby. Mosby, uma figura famosa (ou notória), tinha sido Cônsul dos Estados Unidos em Hong Kong, China durante o governo de Rutherford B. Hayes, mas foi substituído com a eleição do democrata Grover Cleveland. Após o seu regresso aos Estados Unidos, Mosby ocupou um cargo conseguido para ele por seu amigo íntimo, o ex-presidente Ulysses S. Grant, na Southern Pacific Railroad, que ocupou por quinze anos. Quando a ferrovia mudou de proprietário, Mosby perdeu seu cargo. Quando McKinley se tornou presidente, ele retornou para o leste para procurar um posto com a nova administração. Mosby conhecia McKinley há muitos anos através do seu envolvimento na política republicana, na Virgínia e na Califórnia.
Mosby então se dirigiu para o leste com a esperança de conseguir um bom cargo com a nova Administração, sem saber que Alger estava fazendo tudo ao seu alcance para impedir que o ex-guerrilheiro da Confederação tivesse sucesso no seu intento. Seu ódio por Mosby era pessoal. Enquanto Alger serviu com Philip Sheridan no vale do Shenandoah em 1864, alguns de seus comandados haviam sido pegos incendiando casas no Vale e foram executados por membros do comando de Mosby como criminosos de guerra. Alger nunca se esqueceu nem perdoou o que tinha acontecido pois embora Mosby não estivesse presente no momento dos acontecimentos, concordou com as ações de seus homens. Assim, apesar de ter sido convidado a enviar uma lista para a administração McKinley de quais cargos ele desejaria ocupar, assim que chegou da Costa Oeste, Mosby descobriu que todos os cargos haviam sido "inesperadamente" entregues a outra pessoas e ele foi forçado a retornar para a Costa Ocidental decepcionado e desempregado. Mas o envolvimento de Alger com a derrota das esperanças de Mosby não permaneceu oculto. Foi relatado no San Francisco Call de 11 de maio de 1898, sob a manchete "Alger Não Gosta de Mosby", e é provável que até ele ler esse artigo, Mosby então com 65 anos de idade, não tinha a menor ideia de que seu fracasso em obter uma posição era outra coisa senão má sorte.
Mais tarde, o mal-humorado senhor da Virgínia sobreviveu a Alger e a McKinley, e em 1902, foi indicado para ser um investigador no Departamento do Interior pelo sucessor de McKinley, Teddy Roosevelt, para lidar com os barões do gado de Nebraska, que ocupavam terras do governo e eram contrários à lei federal. Mas os problemas de Mosby estavam longe de terminar. Encontrou dificuldades quando sua investigação levou a acusações contra vários criadores de gado muito importantes e ricos. Esforços foram feitos pelos senadores de Nebraska para obterem o afastamento de Mosby da investigação, alegando que ele tinha atuado com má conduta e é provável - mas improvável - que o então senador Alger pudesse muito bem ter-los instigado contra o velho confederado. Então Mosby foi removido, mas no final, os pecuaristas foram condenados e um morreu na prisão enquanto pelo menos um senador, que tinha acusado Mosby de improbidade, foi ele próprio afastado do cargo por má conduta.
Em 27 de setembro de 1902, Alger foi nomeado pelo governador do Michigan Aaron T. Bliss para o Senado dos Estados Unidos para preencher a vaga causada pela morte de James McMillan. Alger foi posteriormente eleito pela Assembléia Legislativa do Estado do Michigan para o Senado em janeiro de 1903. Atuou até sua morte em Washington, D.C. em 1907. Durante um discurso em memória do senador Alger, o senador John Coit Spooner de Wisconsin, disse sobre o senador falecido: "Nenhum homem sem propósito nobre, bem justificadas ambições, de fibra forte, e esplêndidas qualidades em abundância poderia ter esculpido e deixado por trás dele tal carreira." Foi presidente do Comitê do Senado sobre as Pacific Railroads durante o 59º Congresso. Está sepultado no Cemitério Elmwood em Detroit, Michigan.

## Legado

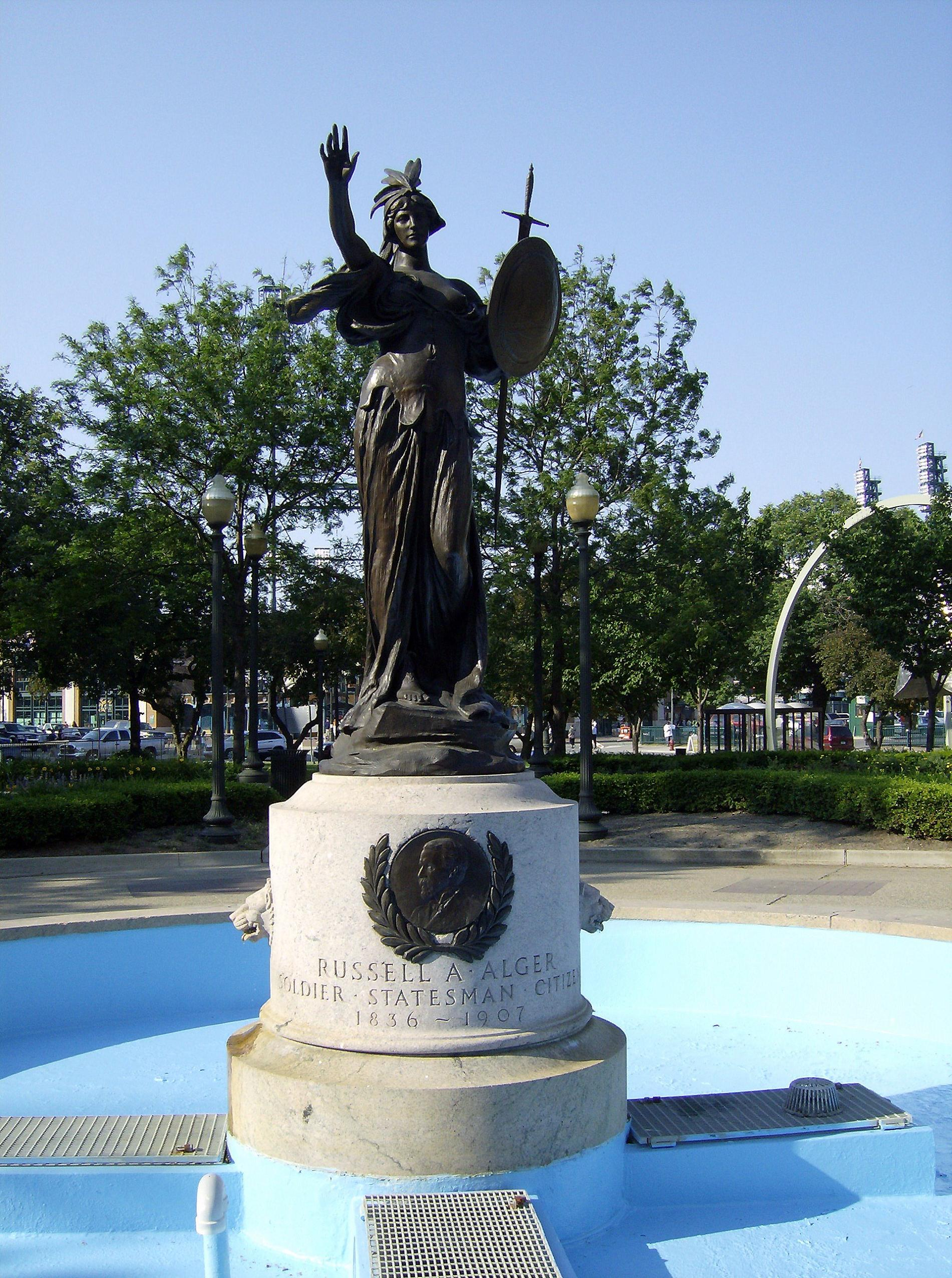
Fonte do Memorial Russell A. Alger em Grand Circus Park, Detroit, Michigan.

O Condado de Alger, Michigan recebe esse nome em sua homenagem.  Um monumento feito pelo escultor de Detroit Carlo Romanelli, consistindo de um busto de bronze de Alger montado sobre um pedestal de pedra, está localizado no terreno do edifício William G. Mather em Munising, Michigan. Foi erguido em junho de 1909, com fundos fornecidos pelos herdeiros de Alger e pelo Conselho de Educação das Escolas de Munising Township. Uma fonte memorial pelo escultor Daniel Chester French e pelo arquiteto Henry Bacon foi dedicada a ele em Detroit em 1921.
Em 1898, foi produzido um filme intitulado General Wheeler and Secretary of War Alger at Camp Wikoff, que documenta uma visita oficial como Secretário da Guerra. Camp Wikoff ficava em Nova Jersey, e este foi um evento que permitiu com que administração McKinley angariasse o apoio dos jornais de Nova York.
Em maio de 1898, seu Departamento da Guerra fundou o Camp Russell A. Alger em uma fazenda de 5,7 km² chamada "Woodburn Manor" perto das pequenas comunidades de Falls Church e Dunn Loring, na Virgínia. Em sua breve existência, 23 mil homens foram treinados lá para o serviço na Guerra Hispano-Americana. Devido a uma epidemia de febre tifóide, ele foi abandonado no mês em que a Guerra terminou (em agosto de 1898), e vendido no mês seguinte. É comemorado com um marco oficial histórico da Virgínia.
Alger, Michigan também recebe esse nome em sua homenagem. É uma pequena comunidade fundada no final do século XIX, localizada na área da península mais baixa onde ele supervisionou as operações de extração de madeira e da ferrovia.
O Grosse Pointe War Memorial está situado em uma das antigas casas da família de Alger.
O lado sudeste de Grand Rapids, Michigan, o bairro de Alger Heights recebe esse nome em sua homenagem.